# Thérèse Grillo Michel
Thérèse Grillo Michel (Spinetta Marengo, 25 septembre 1855 - Alexandrie, 25 janvier 1944), en religion Marie-Antonie, est une religieuse italienne fondatrice des Petites Sœurs de la Divine Providence et reconnue bienheureuse par l'Église catholique.

## Biographie
Thérèse Grillo est née à Spinetta Marengo, à proximité d'Alexandrie, le 25 septembre 1855. Elle est la fille de Joseph Grillo (directeur de l'hôpital civil d'Alexandrie) et Marie Antoinette Parvopassu (descendante d'une ancienne et illustre famille alexandrine). Elle est baptisée le jour suivant dans l'église paroissiale de Spinetta, recevant aussi le nom de Madeleine. Elle est la cinquième et dernière enfant de la famille.
Après la mort de son père, elle est placée en 1867 chez les dames anglaises à Lodi comme interne. À 18 ans elle obtient son diplôme de fin d'études. Elle retourne à Alexandrie, où elle commence à fréquenter les familles aristocratiques de la ville, toujours sous la direction de sa mère. C'est lors d'une de ces réunions qu'elle rencontre un jeune homme cultivé et brillant, Giovanni Battista Michel (1837-1891), capitaine d'infanterie, et originaire d'une famille de Séez. Les jeunes gens se marient le 2 août 1877. Ils déménagent à Caserte, puis à Acireale, Catane, Portici et enfin Naples. Son mari monte en grade dans l'armée italienne et parvient au grade de général de division. Il devient également précepteur du prince de Naples. Mais le 13 juin 1891 il décède d'une insolation lors d'un défilé à Naples. Thérèse sombre alors dans une profonde dépression. Mais après la lecture de la vie de saint Joseph Cottolengo et avec l'aide de Mgr Prelli, son cousin, elle sort de sa dépression et décide d'embrasser la cause des nécessiteux,.
Thérèse ouvre les portes de sa résidence pour les gens pauvres et abandonnés dans le besoin. À la fin de 1893, devant l'augmentation du nombre de pauvres, elle vend son palais situé à Alexandrie et achète un vieux bâtiment sur la via Faa di Bruno. Le bâtiment une fois rénové devient le « petit abri de la Divine Providence ». Le 8 janvier 1899, Thérèse Grillo et huit compagnes prennent l'habit religieux dans la chapelle du petit foyer, avec la bénédiction des autorités religieuses locales. La congrégation des petites sœurs de la Divine Providence vient de naitre,.
Au cours des 45 dernières années suivantes, Thérèse va s'atteler à promouvoir et consolider sa congrégation. Très vite, l'institut s'étend en Italie : elle commence à ouvrir des maisons d’abord ans le Piémont puis dans les régions de Vénétie, Lombardie, Ligurie, des Pouilles et Basilicate. Le 13 juin 1900, la congrégation s'étend au Brésil et en 1927. Des maisons sont fondées en Argentine pour répondre à une demande du prêtre Louis Orione,.
En tant que responsable de la congrégation, Thérèse encourage sans relâche ses sœurs dans les communautés, témoignant de sa bienveillance et de sa présence charismatique. En tant que responsable, elle rend régulièrement visite aux maisons de son ordre. Elle traverse six fois l'océan Atlantique pour visiter les maisons situées en Amérique latine. À sa demande, de nombreuses fondations sont créées (crèches, orphelinats, écoles, hôpitaux et abris pour les personnes âgées). Le 8 juin 1942, le Saint-Siège donne son approbation aux statuts des petites sœurs de la Divine Providence. Thérèse Grillo meurt à Alexandrie le 25 janvier 1944 à 88 ans. Son institut compte alors 25 maisons en Italie, 19 au Brésil et 7 en Argentine. À sa mort, l'établissement de la maison mère de la congrégation venait tout juste d'être terminée, financé par un don de l'entreprise Borsalino,.

## Béatification et culte
Avec le procès informatif en 1953, est lancée la cause de canonisation. Le 6 juillet 1985, Jean-Paul II la déclare vénérable. Elle est béatifiée à Turin le 24 mai 1998,.
Sa mémoire est célébrée le 25 janvier mais le 23 janvier dans le diocèse d'Alexandrie,.

## Sources
- (it) Cet article est partiellement ou en totalité issu de l’article de Wikipédia en italien intitulé « Teresa Grillo Michel » (voir la liste des auteurs).